# 工兵
（英語：、或），是為地面作戰部隊提供支援的军事工程部隊。
主要負責開路、架橋、佈雷、排雷、障礙排除、設置、地形分析、地圖製作、水利防洪、供水、水壩管理及災害搶修等工程性質任務，亦會參與民間維修及建設，是軍隊中的必需部隊。
現代化軍事戰術部隊中，有部分國家將工兵列為特種部隊或是特種技能，如英國、澳大利亞將戰鬥工兵作為部隊前鋒並配置反坦克飛彈；美國將工兵技能作為特種技能訓練，結訓後可以獲得工兵特種勳章。

## 不同國家的工兵部隊例子

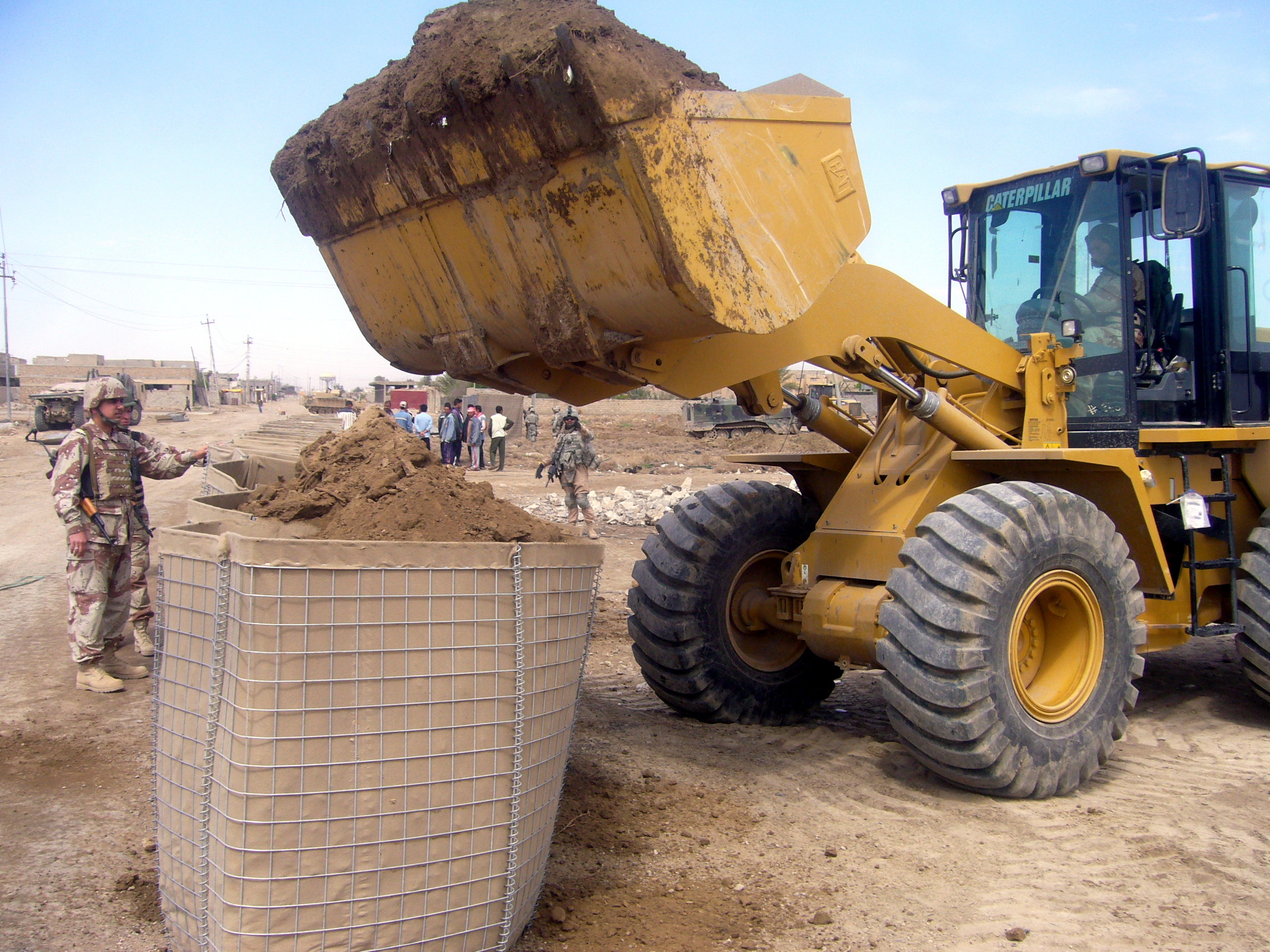
正在設置艾斯科防爆牆的美國陸軍工兵部隊。

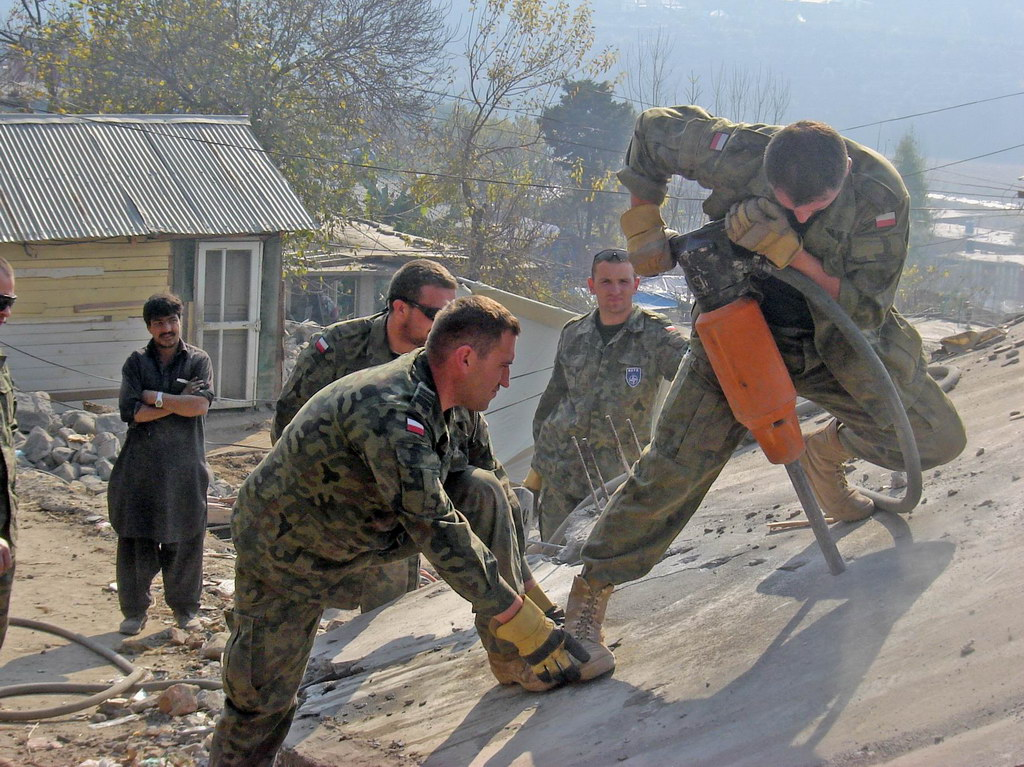
參與2005年巴基斯坦地震災後救援的波蘭軍隊工兵。

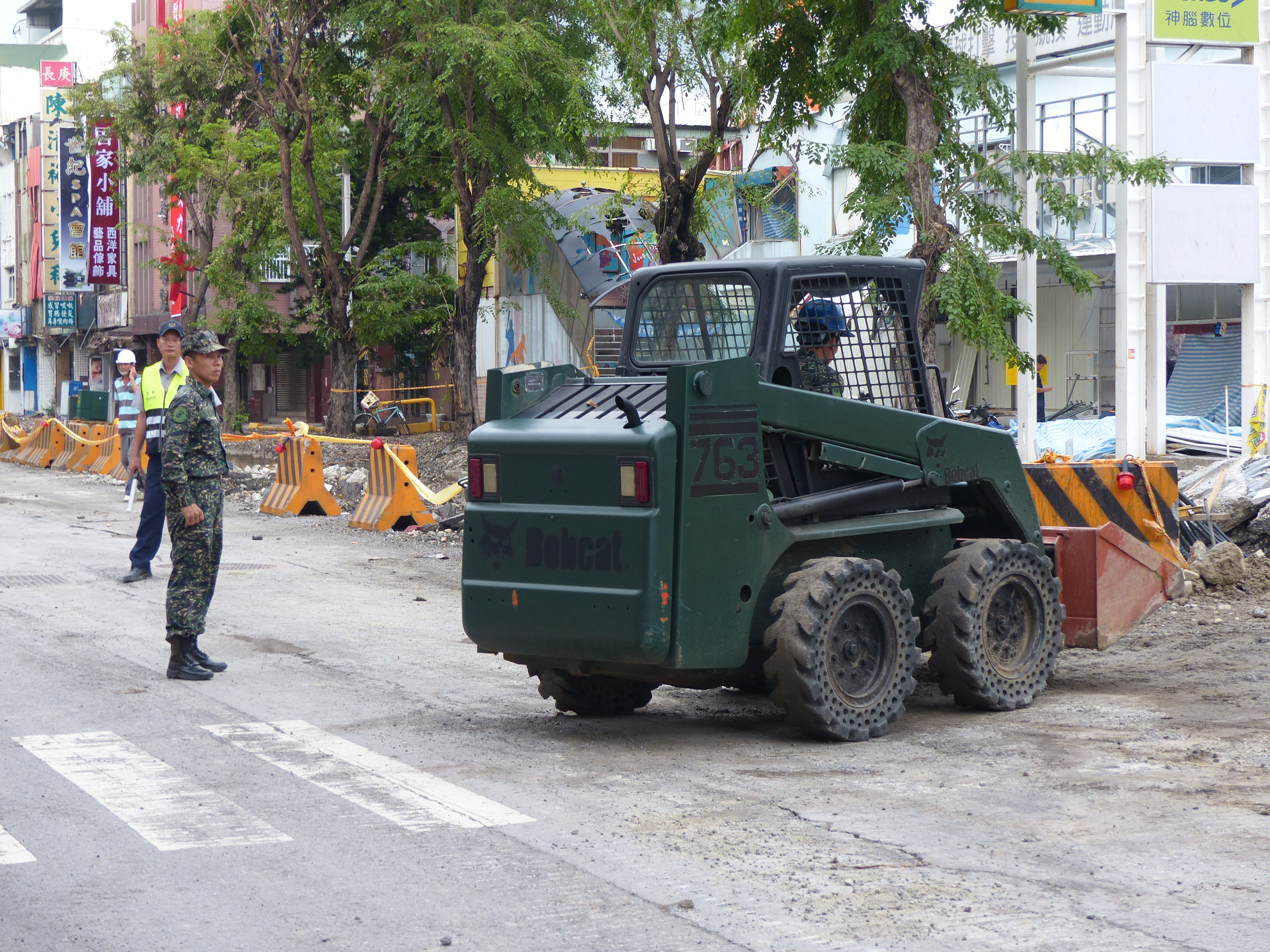
參與2014年高雄氣爆事故災後救援的中華民國海軍陸戰隊工兵。

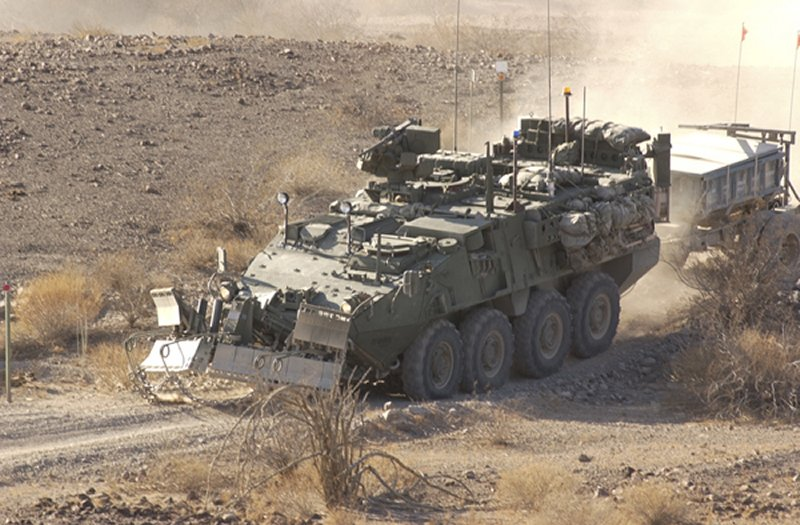
史崔克裝甲車的工兵車型M1132工兵車。

- 英國皇家工兵部隊
- 美國陸軍工兵部隊
- 美國海軍工程營
- 中華民國工兵 （页面存档备份，存于）
- 中國人民解放軍基本建設工程兵